# ری چل میونگ
ری چل میونگ (کره‌ای: 리철명؛ زادهٔ ۱۸ فوریهٔ ۱۹۸۸) یک بازیکن فوتبال اهل کره شمالی است.
وی همچنین در تیم‌های ملی فوتبال کره شمالی بازی کرده‌است.